# Isus i djeca
Isus je susretao djecu tijekom svog javnog djelovanja. U to vrijeme, djeca su smatra manje bitnim ljudskim bićima. Isus na djecu gleda na drugačiji način, drži do njihova dostojanstva, čak ih daje odraslima za primjer.
U Isusovo vrijeme, djeca pred zakonom nisu snosila odgovornost za svoje postupke. Bila su pred zakonom u podređenom položaju. Prilikom Isusova naučavanja, majke su dovodile djecu, da ih Isus blagoslovi. Isusovi učenici sprječavali su majke, misleći da time dodijavaju Isusu. Kada je Isus čuo, da se prepiru žene s apostolima rekao im je: "Pustite djecu, neka dolaze k Meni, i ne branite im, jer je takvih kraljevstvo nebesko" (Mt 19,14). Time je poručio, da je dječja nevinost prikladna za Kraljevstvo Božje. 
Drugom prigodom, Isus je izjavio: "Zaista, kažem vam, ako ponovno ne postanete kao mala djeca, sigurno nećete ući u kraljevstvo nebesko. Dakle: najveći u kraljevstvu nebeskom onaj je koji se ponizi kao ovo malo dijete. Tko prima radi mene jedno malo dijete kao što je ovo mene prima" (Mt 18,1-5). Isus je djecu dao odraslima kao primjer bezazlenosti, nevinosti, poniznosti, mekog srca prema potrebnima, što su osobine poželjne za Kraljevstvo Božje. To je izazvalo zaprepaštenje odraslih, jer je to bio do tada nepoznat i neviđen pristup prema djeci.
Prilikom posjeta Kafarnaumu Isus je vratio iz mrtvih djevojčicu od 12. godina, koja je bila kći Jaira, uglednog Židova. Dok je Isus dolazio Jairovoj kući, djevojčica je već umrla. Usprkos tome, Isus je primio djevojčicu i rekao joj da ustane. Vratio joj se život i počela je hodati. Time je želio pokazati da mu je stalo do djece i da je sposoban i mrtve vratiti u život.